# Dewayne Dedmon
Dewayne Jamal Dedmon (ur. 12 sierpnia 1989 w Lancaster) – amerykański koszykarz, występujący na pozycji środkowego.
14 lipca 2016 podpisał umowę z klubem San Antonio Spurs. 21 lipca 2017 został zawodnikiem Atlanty Hawks.
8 lipca 2019 został zawodnikiem Sacramento Kings.
6 lutego 2020 w wyniku wymiany ponownie został zawodnikiem Atlanty Hawks. 20 listopada został wytransferowany do Detroit Pistons. Cztery dni później został zwolniony. 
8 kwietnia 2021 zawarł umowę do końca sezonu z Miami Heat. 14 lutego 2023 dołączył do Philadelphia 76ers.

## Osiągnięcia
Stan na 24 października 2023, na podstawie, o ile nie zaznaczono inaczej.
D-League
- Wybrany do II składu NBA D-League Showcase (2014)
- Uczestnik D-League All-Star Game (2014)